# Яркополенское сельское поселение (Джанкойский район)
Яркополенское се́льское поселе́ние (укр. Яркополенське сільське́ посе́лення, крымскотат. Yarkoye Pole köy yurtu, Яркое Поле кой юрту) — муниципальное образование в Джанкойском районе Республики Крым Российской Федерации.
Административный центр — село Яркое Поле.

## География
Расположено на юге Джанкойского района, в степной зоне полуострова.

## История
В советское время, до 1960 года, был образован Яркополенский сельский совет.
Статус и границы сельского поселения установлены Законом Республики Крым от 5 июня 2014 года № 15-ЗРК «Об установлении границ муниципальных образований и статусе муниципальных образований в Республике Крым».

## Население
| 2001  | 2014  | 2015  | 2016  | 2017  | 2018  | 2019  |
| ----- | ----- | ----- | ----- | ----- | ----- | ----- |
| 2470  | ↘2023 | ↗2027 | ↘2007 | ↘1979 | ↘1945 | ↘1934 |
| 2020  | 2021  |       |       |       |       |       |
| ↘1906 | ↗2103 |       |       |       |       |       |

## Состав сельского поселения
| № | Населённый пункт | Тип населённого пункта       | Население |
| - | ---------------- | ---------------------------- | --------- |
| 1 | Арбузовка        | село                         | ↘95       |
| 2 | Весёлое          | село                         | ↘203      |
| 3 | Дубровка         | село                         | ↘40       |
| 4 | Находка          | село                         | ↘322      |
| 5 | Отрадное         | село                         | ↘86       |
| 6 | Славянка         | село                         | ↘110      |
| 7 | Тимирязево       | село                         | ↘219      |
| 8 | Яркое Поле       | село, административный центр | ↘948      |